# Московский мюзик-холл
Мюзик-холл — театральный и концертный зал, государственное учреждение культуры города Москвы.

## История
Первый концерт Мюзик-Холла проходил на сцене театра «Аквариум» в 1923 году. Изначально назывался «Цирк мюзик-холл».
Мюзик-Холл в то время и в будущем всегда старался привлекать к своей программе популярных на то время артистов эстрады. Отчасти потому, что своей постоянной труппы y театра не было, а также по причине неопределённости на тот момент в жанре, идеологии и, как следствие, возникновения сложностей с постановкой спектакля, который бы удовлетворил каждого. Мюзик-Холл подчинялся тогда Центральному управлению государственных цирков, что само по себе объясняло наличие огромного количества цирковых номеров в начальных программах театра. Кроме того, несмотря на успешный опыт зарубежных коллег по жанру (Лондон, Париж), в советских реалиях такой формат приживался плохо. Интересно, что в начале Мюзик-Холл действительно состоял практически из «специальных» номеров и мало нёс в себе искусства. По очереди выступали солисты с различными номерами: чечётка, жонглирование, усыпление курицы и крокодила и даже игра, как на музыкальных инструментах, на апельсинах и мягких игрушках. Имена же звёзд эстрады того времени должны были привлечь публику, как и афиши, которые пестрили в основном только иностранными именами. К сожалению тем, к чему стремился Мюзик-Холл, а именно эстрадным театром, на тот момент называть его было очень сложно.
Именно поэтому театр был переименован в «Показательный эстрадный театр мюзик-холл» в 1928 году. Спасти положение должен был ряд ключевых людей в истории Мюзик-Холла того времени. Хореографом коллектива стал Касьян Голейзовский. При нём был создан постоянный танцевальный ансамбль «30 Гёрлз», а в качестве художественного руководителя был приглашён Давид Гутман. Среди авторов, писавших для Мюзик-Холла, были такие, как Ильф, Петров, Маяковский, Демьян Бедный, а пели на сцене этого театра такие артисты эстрады, как Утёсов, Амурский, Гурко, Афонин, Милич, Гринов. Именно Голейзовский и Гутман должны были изменить сложившиеся обстоятельства. Театр двигался в сторону синтетического музыкального спектакля, который был содержательным, но при этом развлекал, балансируя где-то между театром сатиры, опереттой, цирком и танцем. Равнение на оперетту чётко прослеживалось в выборе актёра на центральную роль. Мюзик-Холл в течение сезона 1928—1929 года выпустил четыре спектакля: «Чудо XXX века» (впоследствии был перенесён в Ленинград и приурочен к открытию мюзик-холла и назывался там «Чудеса XXI века»), «Сто минут репортёра», «Туда, где льды» (муз. Исаака Дунаевского) и «С неба свалились». Д. Гутман поставил три из четырёх, ни один из последующих сезонов Мюзик-Холла не будет столь богат премьерами. Особенный успех (одновременно с осуждением) имел номер «30 английских гёрлс», подробно описанный и в мемуарах и в работах Натальи Шереметьевской. При этом вид полуобнажённых женщин вызвал много критики, хотя и без положительных рецензий не обошлось:

«Номер гёрлс… никак нельзя рассматривать, как демонстрацию полуобнаженного тела, — возражал рецензент „Известий“. — Центр тяжести — в единообразном повторении одного и того же движения, напоминающем своей четкостью и механичностью движение машин. Это своего рода эстрадная физкультура»
Хореограф Голейзовский стремился как раз к тому самому танцу, присущему жанру мюзик-холла, где женский танцевальный коллектив выполняет грациозные, но при этом идеально синхронные движения. Его хореография строилась не только на элементах художественной гимнастики и физкультуры, но и на хореографических композициях, и несла в себе элегантность.
На сцене Московского Мюзик-Холла продолжали появляться такие артисты, как  В. Токарская, К. Шульженко,  Л. Русланова, А. Менакер, М. Хрусталёв; театр старался брать всё лучшее, чем располагала эстрада рубежа 20-30-х годов. Мюзик-холл продолжал эксперименты в поисках выхода из трудного положения «концертного зала с обязанностями театра». Е. Уварова в «Эстрадный театр: миниатюры, обозрения, мюзик-холлы» пишет:

«Его десятилетний путь — путь непрерывных поисков своего собственного лица, отличного от традиционного мюзик-холла, сложившегося на Западе. В процессе этих поисков он завоевывал публику, посещаемость Мюзик-холла возросла вдвое и втрое. Появляются сообщения о создании новых мюзик-холлов — Передвижного московского и других.»
В 1934 году на свет появляется постановка «Под куполом цирка», которая навсегда внесла театр в историю Советского искусства благодаря снятому по сюжету этого спектакля фильму Григория Александрова под названием «Цирк».
К сожалению, даже такая слава не смогла уберечь театр: шла колоссальная борьба с «буржуазным искусством» и сам жанр эстрады считался не чем иным, как проявлением буржуазии. И в 1937 году одновременно закрываются мюзик-холлы в Москве и в Ленинграде.

## Возрождение
Возвращение театра произошло в 1960 году; ключевым моментом в новой концепции стал танец. Если изначально Мюзик-Холл опирался на певцов эстрады и поэтов, то новый театр стал делать упор на взаимодействие танца и звёзд эстрады, значение кордебалета выросло и практически сравнялось со значимостью выступающей звезды. Слово «спектакль» теперь легко можно было заменить на слово «концерт», а сам Мюзик-Холл частично избавился от стиля «кабаре».
Все эти заслуги принадлежат Льву Мирову и Александру Конникову, ведь именно они в 1960 году привлекли к работе над восстановлением мюзик-холла хореографический ансамбль «Радуга» и артистов того времени: М. Бернеса, М. Новицкого, К. Лазаренко, А. Белова. Обновлённый Московский мюзик-холл вновь начал свою работу, на этот раз на сцене «Зелёного театра», но, как ни странно, не в Москве, а на набережной Ялты, где его однажды посетил Юрий Гагарин. Вот как об этом вспоминает Элеонора Прохницкая:

 «В Ялте мы предложили Гагарину посмотреть спектакль Мюзик-Холла „Москва, Венера — далее везде“, который шел в Зелёном театре на набережной. Они с Валей с радостью согласились.»
Режиссёр театра Александр Конников (с 1963 года художественный руководитель) и хореограф ансамбля «Радуга» Николай Холфин создают такие спектакли, как «Когда загораются звезды» (1960), «Москва-Венера, далее везде» (1961) композитора М. Блантера, «Тик-Так, Тик-Так» (1962), все это совместно с Львом Мировым и самостоятельно: «Сто и один день в Париже» (1966), «Все цвета радуги» (1967), «Я — песня» (1968), «Московский Калейдоскоп» (1969). Всё больше и больше выступают именно танцоры. Вскоре коллективу позволяется впервые гастролировать за рубежом.
Стоит заметить, что первой страной, которую посетил театр, была Франция. Именно там мюзик-холл смог продемонстрировать своим коллегам по жанру, что такое «Мулен-Руж по-русски».
1973 и 1974 годы станут памятными для театра: именно тогда Московский мюзик-холл ставит свою последнюю программу «Красная стрела прибывает в Москву» Павла Хомского (художественного руководителем театра им. Моссовета.) с такими артистами, как Любовь Полищук, Лев Шимелов. В 1974 году театр переходит под управление Госконцерта, Конников уходит в Театр эстрады, балетная труппа распадается и Московский мюзик-холл во второй раз прекращает свое существование.

## Мюзик-Холл в наше время
Спустя 20 лет, в 1994 году художественный руководитель эстрадного шоу-театра «Планета» Павел Равинский в содружестве с художественным руководителем Театра эстрады Борисом Бруновым, под эгидой Комитета по культуре города Москвы, осуществили постановку программы под названием «Московский мюзик-холл продолжается». Вновь виден присущий театру стиль: мюзик-холл привлекает к работе в программе именно артистов эстрады, таких как Иосиф Кобзон, Александр Малинин, Дмитрий Маликов, а со стороны танцоров — группу эстрадного шоу-театра «Планета».
Именно благодаря Павлу Равинскому и при поддержке Иосифа Кобзона мюзик-холл становится государственным. Равинский становится художественным руководителем теперь уже Государственного Бюджетного Учреждения Культуры «Мюзик-Холла», и у театра наступает пора гастролей по России c новыми программами «Вояж мечты» и «Феерическое Ревью».
В 2007 году пост художественного руководителя занял сын Павла Равинского — Платон Равинский. Он и его жена Ирина Равинская в должности директора продолжили развивать коллектив. Обновляются программы «Вояж мечты» и «Феерическое ревью» под руководством главного хореографа театра Владислава Люшнина. Создаются новые, присущие именно жанру Московского мюзик-холл костюмы для каждого отдельного хореографического номера. Значение танца вырастает ещё больше и получает главную роль в концертах.
В 2009, 2010, 2011 годах Мюзик-Холл становится постоянным участником проекта «Танцы со звёздами».
В эти годы мюзик-холл выступает в основном на мероприятиях федеральных каналов: «Голубой огонек», «Поле чудес», «Хорошие шутки» и т. д., при этом не дает своих собственных концертов в Москве.
В 2015 году мюзик-холл объединяется с театром Москонцерт и под управлением Платона Равинского впервые открывает свои двери для сольных программ наконец уже на своей сцене на Каланчёвской.
В 2016 мюзик-холл стал одной из площадок Москонцерта, а в ноябре 2018 в результате ребрендинга получил название Москонцерт Холл.

## Упоминания
Мюзик-Холл упоминается в романе «Мастер и Маргарита» Михаила Булгакова.
По мотивам спектакля «Под куполом цирка» в 1934 году снят фильм «Цирк» Г. Александрова.

## Сцены
- В 1923 году — на сцене театра «Аквариум»
- С 1926—1936 — в здании бывшего цирка братьев Никитиных на Большой Садовой, 18.
- В 1960 году — на сцене «Зелёного театра», Ялта.[5]
- C 1960—1967 гг. — «Эрмитаж», Театр Советской Армии и др.
- С 2000 года — Московский Мюзик-холл размещается на своей сцене по адресу: ул. Каланчёвская, 33/12.